# 김봉철 (탁구 선수)
김봉철(1975년 ~ 2017년 1월 23일)은 대한민국의 탁구선수였다. 1995년 5월 중국 천진 세계선수권 단체전에서 동메달을 획득하였다.